# Llista de batles de Montuïri
La llista de batles de Montuïri és una llista que recull els noms dels alcaldes que han governat aquest municipi de la comarca mallorquina de Migjorn. Aquesta llista es remunta fins al segle XVIII i inclou els noms dels alcaldes que han exercit aquest càrrec fins a l'actualitat. Montuïri és un municipi amb una rica història i cultura, amb un patrimoni arquitectònic i natural que es remunta a l'època romana.
| Núm. | Batle                                   | Inici del mandat | Fi del mandat |
| ---- | --------------------------------------- | ---------------- | ------------- |
| 1    | Bartomeu Ferrando Manera (1r mandat)    | 1872             | 1890          |
| 2    | Joan Verger Ribas (1r mandat)           | 1890             | 1891          |
| 3    | Miquel Ribas Antich                     | 1891             | 1891          |
| 4    | Bartomeu Ferrando Manera (2n mandat)    | 1891             | 1892          |
| -    | Joan Verger Ribas (2n mandat)           | 1892             | 1894          |
| 5    | Joan Manera Mateu                       | 1894             | 1897          |
| 6    | Joan Mateu Mas                          | 1897             | 1897          |
| 7    | Joan Garau Bunyola (1r mandat)          | 1897             | 1899          |
| 8    | Pere Joan Pocoví Gayà                   | 1899             | 1901          |
| 9    | Joan Baptista Aloy Miralles (1r mandat) | 1901             | 1904          |
| -    | Joan Garau Bunyola (2n mandat)          | 1904             | 1905          |
| -    | Joan Baptista Aloy Miralles (2n mandat) | 1905             | 1906          |
| 10   | Joan Ferrando Obrador                   | 1906             | 1907          |
| 11   | Gabriel Sampol Sastre                   | 1907             | 1909          |
| -    | Joan Ferrando Obrador (2n mandat)       | 1909             | 1916          |
| -    | Joan Baptista Aloy Miralles (3r mandat) | 1916             | 1917          |
| -    | Joan Ferrando Obrador (3r mandat)       | 1918             | 1920          |
| -    | Joan Baptista Aloy Miralles (4t mandat) | 1920             | 1922          |
| -    | Joan Ferrando Obrador (4t mandat)       | 1922             | 1923          |
| 12   | Pau Simeón de la Paz                    | 1923             | 1928          |
| 13   | Jaume Alcover Noguera                   | 1928             | 1930          |
| -    | Joan Ferrando Obrador (5è mandat)       | 1930             | 1931          |
| 14   | Joan Mas Verd                           | 1931             | 1936          |
| 15   | Gaspar Mesquida Serra                   | 1936             | 1936          |
| 16   | Pere Arbona Ginard                      | 1936             | 1936          |
| 17   | Bartomeu Munar Nicolau                  | 1936             | 1936          |
| 18   | Sebastià Bauzà Moll                     | 1936             | 1938          |
| 18   | Pau Servera Munar                       | 1938             | 1943          |
| 19   | Gabriel Arbona Arbona                   | 1943             | 1945          |
| 20   | Bartomeu Rossinyol Cerdà                | 1945             | 1946          |
| 21   | Raimundo Arbona Rigo                    | 1946             | 1950          |
| 22   | Gabriel Jordà Mateu                     | 1950             | 1953          |
| 23   | Joan Miralles Riera (1r mandat)         | 1953             | 1959          |
| 24   | Gaspar Oliver Sastre                    | 1959             | 1974          |
| -    | Joan Miralles Riera (2n mandat)         | 1974             | 1979          |
| 25   | Francesc Trobat Garcies (1r mandat)     | 1979             | 1983          |
| 26   | Miquel Cardell Mayol                    | 1983             | 1983          |
| 27   | Joan Miralles Julià                     | 1983             | 1985          |
| -    | Francesc Trobat Garcies (2n mandat)     | 1985             | 1987          |
| 28   | Joan Antoni Ramonell Amengual           | 1987             | 1999          |
| 29   | Gabriel Matas Alcover                   | 1999             | 2010          |
| 30   | Jaume Bauçà Mayol                       | 2010             | 2015          |
| 31   | Joan Verger Rossinyol                   | 2015             | 2023          |
| 32   | Paula Maria Amengual Nicolau            | 2023             | En el càrrec  |